# SN 1980I
SN 1980I – supernowa typu Ia-pec odkryta 24 czerwca 1980 roku w galaktyce NGC 4374. Jej maksymalna jasność wynosiła 12,70m.